# Charlie Barnet
Charlie Barnet (Charles Daly Barnet) (New York, 26 ottobre 1913 – San Diego, 4 settembre 1991) è stato un sassofonista e direttore d'orchestra jazz statunitense, ricordato, fra l'altro, per essere stato fra i primi ad assumere musicisti di colore in anni in cui la segregazione razziale nelle orchestre era la norma.
I suoi più grandi successi (su disco) furono  "Skyliner", "Cherokee", "The Wrong Idea", "Scotch and Soda", e "Southland Shuffle".

## Biografia
Charlie Barnet nacque a New York da una famiglia influente, infatti suo nonno era Charles Frederick Daly, vicepresidente della New York Central Railroad, banchiere e uomo d'affari.. I genitori di Charlie divorziarono quando aveva due anni, ed egli fu allevato dalla madre e dai nonni.
Il giovane Charlie Barnet frequentò diverse scuole nella zona di New York e Chicago, imparando anche a suonare il piano e il sassofono. Nella sua autobiografia racconta che spesso marinava la scuola per andare ad ascoltare musica e a cercare chi lo ingaggiasse come musicista.
Ancora sedicenne, Barnet suonava in una piccola formazione. Poco dopo si ribellò alla volontà della famiglia di farlo diventare avvocato e a vent'anni, nell'ottobre del 1933, iniziò a suonare da musicista professionista. Nel 1934, Barnet incise con il gruppo di Red Norvo e nel 1936 la sua orchestra lanciò il gruppo vocale "The Modernaires" che avrebbe poi raggiunto la fama con Glenn Miller.
La sua orchestra, in quegli anni era una fucina di talenti: fra i tanti musicisti che lavorarono con lui ricordiamo Buddy DeFranco, Roy Eldridge, Neal Hefti, Barney Kessel, Dodo Marmarosa, Oscar Pettiford, Maynard Ferguson, Doc Severinsen, Clark Terry, le cantanti Lena Horne (che lanciò) e Kay Starr. Il trombettista Billy May scrisse arrangiamenti per la Charlie Barnet Orchestra prima di unirsi a Glenn Miller nel 1940. Barnet raggiunse il massimo della fama tra il 1939 e il 1941, un periodo iniziato con la sua incisione di "Cherokee", la canzone scritta da Ray Noble e arrangiata da Billy May. Nel 1944, Barnet ebbe un altro successo con  "Skyliner".
Barnet fu, con Artie Shaw, uno dei primi direttori d'orchestra bianchi ad assumere musicisti di colore nella propria orchestra, nel 1935 (o nel 1937 secondo alcuni). Egli era inoltre un grande ammiratore di Count Basie e di Duke Ellington (che disse di lui "Charlie Barnet è sempre stato un mio grande amico. La sua capacità musicale e il suo ottimo gusto gli hanno sempre permesso di assumere musicisti di grande potenzialità... Allo stesso tempo mi ha sempre adulato mantenendo un repertorio pieno di mie composizioni."). I suoi rapporti con Basie erano così amichevoli che nel 1939 Basie gli prestò tutti i suoi arrangiamenti dopo che l'orchestra di Barnet aveva perso tutto in un incendio al Palomar Hotel a Los Angeles. Barnet si era fortemente opposto agli arrangiamenti eccessivamente dolciastri di alcune big band sue contemporanee, che mise alla berlina nel pezzo "The Wrong Idea" ("L'idea sbagliata"). L'orchestra di Barnet era famosa per la scarsa disciplina fuori dal palco: gli episodi di ubriachezza e vandalismo non le erano sconosciuti. Lo stesso Barnet, confrontandosi con Glenn Miller, che manteneva una stretta disciplina di abbigliamento e contegno, riconosce nella sua autobiografia che a lui interessava di più divertirsi.
Nel 1947, Barnet parve iniziare una svogliata transizione verso il bebop, ma invece nel 1949 si ritirò, pare per mancanza d'interesse negli sviluppi della musica. Approfittando della vasta fortuna di famiglia, si stabilì sulla Costa Occidentale. Occasionalmente diresse piccole formazioni senza mai ritornare all'attività musicale a tempo pieno, e interessandosi a tempo perso di editoria musicale e della direzione di qualche albergo. Charlie Barnet morì a 77 anni, nell'ospedale di San Diego, per complicazioni legate alla malattia di Alzheimer.

## Composizioni
Fra le più famose composizioni di Barnet si ricordano:
- "Skyliner"
- "Southland Shuffle"
- "Swing Street Strut"
- "The Right Idea"
- "The Wrong Idea" con Billy May
- "Growlin'"
- "Scotch and Soda"
- "Midweek Function"
- "Oh What You Said (Are We Burnt Up?)"
- "I Kinda Like You"
- "Tappin' at the Tappa"
- "The Last Jump"
- "Knocking at the Famous Door"
- "Lazy Bug" con Juan Tizol
- "Ogoun Badagris (Voodoo War God)".